# Parantica philo
Parantica philo is een vlinder uit de familie Nymphalidae, onderfamilie Danainae.
De wetenschappelijke naam van de soort is voor het eerst geldig gepubliceerd door Henley Grose-Smith in 1895.
De soort komt alleen voor in Indonesië. Hij staat op de Rode Lijst van de IUCN als kwetsbaar.